# 1981 TP
1981 TP är en asteroid i huvudbältet som upptäcktes den 4 oktober 1981 av den amerikanske astronomen Norman G. Thomas vid Anderson Mesa Station. 
Asteroiden har en diameter på ungefär 10 kilometer och den tillhör asteroidgruppen Themis.